# Sandsvágur
Sandsvágur är en vik i Färöarna (Kungariket Danmark).   Den ligger i sýslan Sandoyar sýsla, i den sydöstra delen av landet, 20 km söder om huvudstaden Torshamn.